# Goldberg (Alzenau)
Der Goldberg ist ein 220 Meter hoher, unbewaldeter Berg bei Alzenau im Vorspessart im Landkreis Aschaffenburg in Bayern.

## Geographie
Der Goldberg liegt auf den Gemarkungen der Ortsteile Albstadt und Michelbach direkt an der Landesgrenze zu Hessen. Er wird im Westen durch das Tal des Goldbaches begrenzt. Nördlich fließt der Eichbach und östlich der Weibersbach. Im Nordwesten geht der Goldberg beim Hof Trages flach zum Altenmarkskopf (269 m) über. Etwas unterhalb des Gipfels verläuft eine Hochspannungsleitung zum Kraftwerk Staudinger. An einem südöstlichen Bergsporn liegt der Weingarten Goldberg.
Nach dem Goldberg ist eine Straße in Albstadt und ein Aussiedlerhof in Michelbach benannt.